# Staedtler
Staedtler Mars GmbH & Co. KG là công ty chuyên về các sản phẩm viết, vẽ kỹ thuật của Đức. Công ty được J.S. Staedtler thành lập vào năm 1835, trụ sở đặt tại Nürnberg. Công ty này chuyên sản xuất nhiều loại dụng cụ viết, bao gồm soạn thảo bút chì, bút chì đẩy, bút chuyên nghiệp và bút chì bằng gỗ tiêu chuẩn. Nó cũng sản xuất gôm tẩy nhựa, thước kẻ, compa và các phụ kiện vẽ / viết khác. Staedtler tuyên bố là nhà sản xuất bút chì bằng gỗ lớn nhất châu Âu, bút OHP, chì chì cơ khí, tẩy và đất sét mô hình. Staedtler có hơn 20 công ty con toàn cầu và bảy cơ sở sản xuất. Hơn 85% sản lượng được thực hiện tại trụ sở chính ở Nuremberg, mặc dù một số sản phẩm của nó được sản xuất tại Nhật Bản. Dòng bút chì "Noris" của nó rất phổ biến ở các trường của Anh.